# Santibáñez de Valcorba (kommunhuvudort)
Santibáñez de Valcorba är en kommunhuvudort i Spanien.   Den ligger i provinsen Provincia de Valladolid och regionen Kastilien och Leon, i den centrala delen av landet, 140 km norr om huvudstaden Madrid. Santibáñez de Valcorba ligger 750 meter över havet och antalet invånare är 190.
Terrängen runt Santibáñez de Valcorba är platt söderut, men norrut är den kuperad. Santibáñez de Valcorba ligger nere i en dal. Runt Santibáñez de Valcorba är det glesbefolkat, med 14 invånare per kvadratkilometer. Närmaste större samhälle är Tudela de Duero, 11,0 km väster om Santibáñez de Valcorba. 